# Koijärvi (sjö i Forssa, Egentliga Tavastland)
Koijärvi är en sjö i kommunen Forssa i landskapet Egentliga Tavastland i Finland. Sjön ligger 116,4 meter över havet. Arean är 18 hektar och strandlinjen är 2,98 kilometer lång. Den  ingår i Kumo älvs huvudavrinningsområde.  Sjön ligger omkring 39 kilometer väster om Tavastehus och omkring 110 kilometer nordväst om Helsingfors. 
Sjön är en fågelsjö känd för Koijärvirörelsen, en miljörörelse som startade 1979 för att rädda sjön från utdikning.